# Брдзола
«Брдзола» («Боротьба») — перша революційна нелегальна грузинська газета, яка була органом тифліської соціал-демократичної організації. 

## Історія
Вона видавалася в Баку з вересня 1901 по грудень 1902 року грузинською мовою. Усього було надруковано 4 номери. Газета розповсюджувала ідеї ленінської «Іскри». В березні 1903 року «Брдзола» була об'єднана з вірменською газетою «Пролетаріат» у один орган Кавказького союзу РСДРП — «Пролетаріатис брдзола» («Боротьба пролетаріату»).